# ハバロフスク裁判
ハバロフスク裁判（ハバロフスクさいばん）とは、第二次世界大戦後の1949年12月25日から12月30日にかけて、ソビエト連邦ハバロフスクの士官会館で、6日間行われた旧日本軍に対する裁判の通称である。

## 概要
共産党独裁の社会主義法制度に基づいて行われた裁判で、最後の関東軍総司令官である山田乙三大将を含む12人の日本人「細菌戦」戦犯を裁いた裁判である。そのため、日本軍の細菌兵器の研究部隊である731部隊の元幹部らが多く裁かれた。被告人はいずれも有期刑の実刑判決を受け、シベリアに抑留された。
冷戦が厳しくなる中、日本側には十分な情報が入らない状態で裁判が進み、日本では秘密裁判のように受けとめられることも多いが、公開裁判で、その衝撃的内容から毎回現地の傍聴人が殺到したという。また、裁判について、当初はあくまでモスクワ放送・プラウダ・タス通信（いずれもソ連の官製マスコミ）を発信源とする情報として、国際的な通信社から報じられていた。そのため、731部隊等の人体実験・細菌戦の情報を秘密裡に独占することを望む米国側からは、日本ではGHQ関係者を通して”本当に行われているのか”、”実際にそこに居るとされる細菌戦関係者が裁かれているのか”、”我々の確かめようもない報道”との批判的な発表も行われた。
今日この裁判の内容については国際的にはあまり知られていないとも言われる。これについて、当時のソ連側司法関係者には、裁判を東京裁判と異なりソ連だけで行い、他国を参加させなかったことが最大の失敗だったとする意見もあるという。
日本側では、弁護士との接見など無い状況で尋問によって作られた調書を証拠とし、裁判では「弁護人」はいるものの自白と調書を主に迅速に進められ、被告人には発言機会が十分に許されず、典型的なスターリン時代の「結果ありき」の裁判ではなかったのかとの批判がある。また、被告人の供述調書は脅迫によるものではないかとして疑義が残る、当時のソ連の国内法で裁いたもので国際法上の根拠が薄いとする主張もある。実際には、裁判の模様を記録していたカメラマンが後のゴルバチョフ政権下の改革・開放のグラスノスチの時代に証言したところによれば、証拠を寄せて予審を行い、公開で行われた本審では裁判官の前で被告人が証人・検察官と対決するという形式であったという。これは戦前の日本の刑事裁判とほぼ同様なスタイルである。当時のソ連側調査グループの通訳が語ったところによれば、被告人らは、予審で裏付け証拠のあるものは認めるが、証拠のないものは認めないという作戦をとったが、予審で認めたことを本審でひっくり返すようなことはほとんどなかったという。最初の罪状認否で、梶塚隆二が一部罪状を否認したが、その他の者は罪状自体はほぼ認めている。
被告人らは有期刑のため、刑期中に亡くなった者を除けば、やがて釈放されるか、刑期未了の者も1956年の日ソ国交回復に伴って事実上釈放される形で日本に帰国した。とくにこれら帰国者の間から、取調にあたって拷問があったとか、裁判で罪なき罪を認めたといった声は聞かれない。
ロシア側は裁判の正当性を主張し、また、中国からは、細菌戦犯罪に対する史上初の国際裁判であったこと、当時の日本が細菌兵器を開発し、戦時中に使用していた事実を曝いたことを評価する意見もある。ロシア側は資料について「国益を損なう内容がある」として一部を公開しているのみで全面公開していない。なお、この日本軍の人体実験を含む細菌兵器の研究と使用の実態については、後の1956年に中華人民共和国によって撫順で行われた「人民法院特別軍事法廷」においても数人の731部隊関係者が裁かれていて、そちらは調書などが明らかにされている。
2021年9月には「ハバロフスク裁判」に関する学術会議を開き、ウラジーミル・プーチン大統領が「歴史の改竄」を批判するメッセージを寄せ、これは歴史問題で日本を牽制するためだともいう。2020年7月にはロシアで出版物やインターネットへの投稿などを対象に、ナチスとソ連を同列視することを禁じる法律も施行されている。

## 被告人、判決、服役
- 山田乙三（関東軍司令官・大将）-  矯正労働収容所で25年間の監禁。1956年の日ソ国交回復に伴って帰国。
- 梶塚隆二（関東軍軍医部長・軍医中将）- 矯正労働収容所で25年間の監禁。1956年の日ソ国交回復に伴って帰国。
- 高橋隆篤（関東軍獣医部長・獣医中将）- 矯正労働収容所で25年間の監禁。1952年、脳出血で死去。
- 佐藤俊二（関東軍第5軍軍医部長・軍医少将）- 矯正労働収容所で20年の監禁。1956年日ソ国交回復に伴って帰国。
- 川島清（第4部/細菌製造部部長・軍医少将）- 矯正労働収容所で25年間の監禁。1956年の日ソ国交回復に伴って帰国。
- 柄沢十三夫（第4部細菌製造課課長・軍医少佐）- 矯正労働収容所で20年間の監禁。1956年、所内で自殺。
- 西俊英（教育部長兼孫呉支部長・軍医中佐）- 矯正労働収容所で18年間の監禁。1956年の日ソ国交回復に伴って帰国。
- 尾上正男（731部隊海林/牡丹江支部長・軍医少佐）- 矯正労働収容所で12年間の監禁。1956年の日ソ国交回復に伴って帰国。
- 平桜全作（100部隊研究員・獣医中尉）- 矯正労働収容所で10年間の監禁。1956年の日ソ国交回復に伴って帰国。
- 三友一男（100部隊隊員・軍曹）- 矯正労働収容所で15年間の監禁。1956年の日ソ国交回復に伴って帰国。
- 菊地則光（731部隊海林/牡丹江支部支部衛生兵・上等兵）- 矯正労働収容所で2年間の監禁。1951年に釈放。
- 久留島祐司（731部隊林口支部衛生兵・実験手）- 矯正労働収容所で3年間の監禁。1952年に釈放。

収容先はいずれもイヴァノヴォ州レジニェヴォ地区チェルンツィ村のイワノボ将官収容所であった。

## 証人
- 古都良雄（731部隊元隊員）
- 堀田主計中尉（731部隊ハイラル支部）
- 佐々木幸助
- 橘武夫（チャムス憲兵隊長）
- 倉員悟（ハルビン憲兵隊）
- 畑木章

## 裁判官
- D.D.チェルトコフ (議長法務少将)
- M.L.イリニツキー (委員法務大佐)
- I.G.ヴォロビヨン (委員法務中佐)

## 検察官
- L.N.スミルノフ

## 弁護士
- N.P.ベロフ
- S.E.サンイコフ
- A.V.ズベレフ
- N.K.ボロヴィク
- P.Ya.ボガチョフ
- V.P.ルキヤンセフ
- D.E.ボルホビチノフ
- G.K.プロコペンコ

## 批判
ソ連極東地域、特に日独のシベリア抑留捕虜についての研究を行っているエレーナ・ボンダレンコは1993年に執筆した学術論文の中で、このハバロフスク裁判について国際法違反だと述べている。